# مسابقات باشگاهی کارائیب ۲۰۲۱
مسابقات باشگاهی کارائیب ۲۰۲۱ قرار بود چهارمین دوره مسابقات باشگاهی کارائیب باشد، رقابت‌های سالانه بین‌المللی فوتبال باشگاهی در منطقه کارائیب، بین باشگاه‌هایی که اتحادیه‌های فوتبال آن‌ها وابسته به اتحادیه فوتبال کارائیب (سی‌اف‌یو)، یک کنفدراسیون فرعی کونکاکاف، برگزار می‌شود.
این مسابقات در ابتدا قرار بود بین ۲۳ آوریل و ۲ مه ۲۰۲۱ در کوراسائو برگزار شود. با این حال، کونکاکاف در اوایل آوریل تصمیم گرفت تا مسابقات را به دلیل دنیاگیری کووید-۱۹ به تعویق بیندازد. در نهایت مسابقات لغو شد و تعدادی از تیم‌ها که در ابتدا قرار بود در مسابقات باشگاهی کارائیب شرکت کنند، در جام باشگاه‌های کارائیب ۲۰۲۱ شرکت کردند.
قهرمان مسابقات باشگاهی کارائیب، تا زمانی که معیارهای مجوز باشگاه منطقه‌ای کونکاکاف را برآورده کنند، با تیم چهارم جام باشگاه‌های کارائیب ۲۰۲۱ در یک مسابقه پلی آف بازی خواهند کرد تا سهمیه نهایی کارائیب در لیگ کونکاکاف ۲۰۲۱ مشخص شود.

## تیم‌ها
در میان ۳۱ انجمن عضو سی‌اف‌یو، ۲۷ مورد از آنها به عنوان لیگ‌های غیرحرفه‌ای طبقه بندی شدند و هر کدام ممکن است یک تیم را وارد مسابقات باشگاهی کارائیب کنند. در مجموع ۱۵ تیم (از ۱۵ انجمن) وارد مسابقات باشگاهی کارائیب ۲۰۲۰ شدند.
پس از لغو مسابقات باشگاهی کارائیب ۲۰۲۱، ۹ تیم از ۱۴ تیم به جای آن در جام باشگاه‌های کارائیب ۲۰۲۱ (که با پررنگ مشخص شده‌اند) شرکت کردند. در ابتدا، ۱۱ تیم شرکت می‌کردند، اما راسینگ آروبا (آروبا)، ساوت ایست (دومینیکا) و پلاتینوم (سنت لوسیا) کنار رفتند، در حالی که هوپ اینترنشنال (سنت وینسنت و گرنادین‌ها) اضافه شدند.
| انجمن                  | تیم              |
| ---------------------- | ---------------- |
| آروبا                  | راسینگ آروبا     |
| بونیر                  | رئال رینکون      |
| کوراسائو (میزبان)      | شرپنول           |
| دومینیکا               | ساوت ایست        |
| گویان فرانسه           | المپیک کاین      |
| گوادلوپ                | گوسیه            |
| گویان                  | فروتا کانکررز    |
| مارتینیک               | ساماریتینه       |
| پورتوریکو              | متروپولیتان      |
| سنت کیتس و نویس        | سنت پلز یونایتد  |
| سنت لوسیا              | پلاتینوم         |
| سنت وینسنت و گرنادین‌ها | هوپ اینترنشنال   |
| سینت مارتن             | فلیمز یونایتد    |
| سورینام                | اینتر موئنگوتاپو |

## مرحله گروهی

### گروه A
| رتبه | تیم           | بازی | برد | مساوی | باخت | گل زده | گل خورده | گل تفاضل | امتیاز | صلاحیت     |
| ---- | ------------- | ---- | --- | ----- | ---- | ------ | -------- | -------- | ------ | ---------- |
| ۱    | شرپنول (H)    | ۰    | ۰   | ۰     | ۰    | ۰      | ۰        | ۰        | ۰      | مرحله حذفی |
| ۲    | فلیمز یونایتد | ۰    | ۰   | ۰     | ۰    | ۰      | ۰        | ۰        | ۰      |            |
| ۳    | رئال رینکون   | ۰    | ۰   | ۰     | ۰    | ۰      | ۰        | ۰        | ۰      |            |
| ۴    | پلاتینوم      | ۰    | ۰   | ۰     | ۰    | ۰      | ۰        | ۰        | ۰      |            |

### گروه B
| رتبه | تیم         | بازی | برد | مساوی | باخت | گل زده | گل خورده | گل تفاضل | امتیاز | صلاحیت     |
| ---- | ----------- | ---- | --- | ----- | ---- | ------ | -------- | -------- | ------ | ---------- |
| ۱    | گوسیه       | ۰    | ۰   | ۰     | ۰    | ۰      | ۰        | ۰        | ۰      | مرحلی حذفی |
| ۲    | المپیک کاین | ۰    | ۰   | ۰     | ۰    | ۰      | ۰        | ۰        | ۰      |            |
| ۳    | ساماریتینه  | ۰    | ۰   | ۰     | ۰    | ۰      | ۰        | ۰        | ۰      |            |
| ۴    | ساوت ایست   | ۰    | ۰   | ۰     | ۰    | ۰      | ۰        | ۰        | ۰      |            |

### گروه C
| رتبه | تیم            | بازی | برد | مساوی | باخت | گل زده | گل خورده | گل تفاضل | امتیاز | صلاحیت     |
| ---- | -------------- | ---- | --- | ----- | ---- | ------ | -------- | -------- | ------ | ---------- |
| ۱    | هوپ اینترنشنال | ۰    | ۰   | ۰     | ۰    | ۰      | ۰        | ۰        | ۰      | مرحله حذفی |
| ۲    | راسینگ آروبا   | ۰    | ۰   | ۰     | ۰    | ۰      | ۰        | ۰        | ۰      |            |
| ۳    | فروتا کانکررز  | ۰    | ۰   | ۰     | ۰    | ۰      | ۰        | ۰        | ۰      |            |

### گروه D
| رتبه | تیم              | بازی | برد | مساوی | باخت | گل زده | گل خورده | گل تفاضل | امتیاز | صلاحیت     |
| ---- | ---------------- | ---- | --- | ----- | ---- | ------ | -------- | -------- | ------ | ---------- |
| ۱    | سنت پلز یونایتد  | ۰    | ۰   | ۰     | ۰    | ۰      | ۰        | ۰        | ۰      | مرحله حذفی |
| ۲    | متروپولیتان      | ۰    | ۰   | ۰     | ۰    | ۰      | ۰        | ۰        | ۰      |            |
| ۳    | اینتر موئنگوتاپو | ۰    | ۰   | ۰     | ۰    | ۰      | ۰        | ۰        | ۰      |            |